# SMS S 90
S 90 – niemiecki niszczyciel z początku XX wieku i okresu I wojny światowej. Należał do pierwszego typu niemieckich niszczycieli S 90 (klasyfikowanego oficjalnie jako "torpedowce pełnomorskie" lub "duże torpedowce"). Służył na wodach chińskich, gdzie został zatopiony przez załogę w 1914 roku. Odznaczył się zatopieniem japońskiego krążownika „Takachiho”.

## Budowa
Stępkę pod budowę okrętu położono w 1898 roku w niemieckiej stoczni Schichau w Elblągu (wówczas Elbing), pod numerem budowy 644. Był on pierwszym okrętem typu, określanego od niego typem S 90. Okręt wodowano 26 lipca 1899, a wszedł do służby w Kaiserliche Marine 24 października 1899.

## Służba

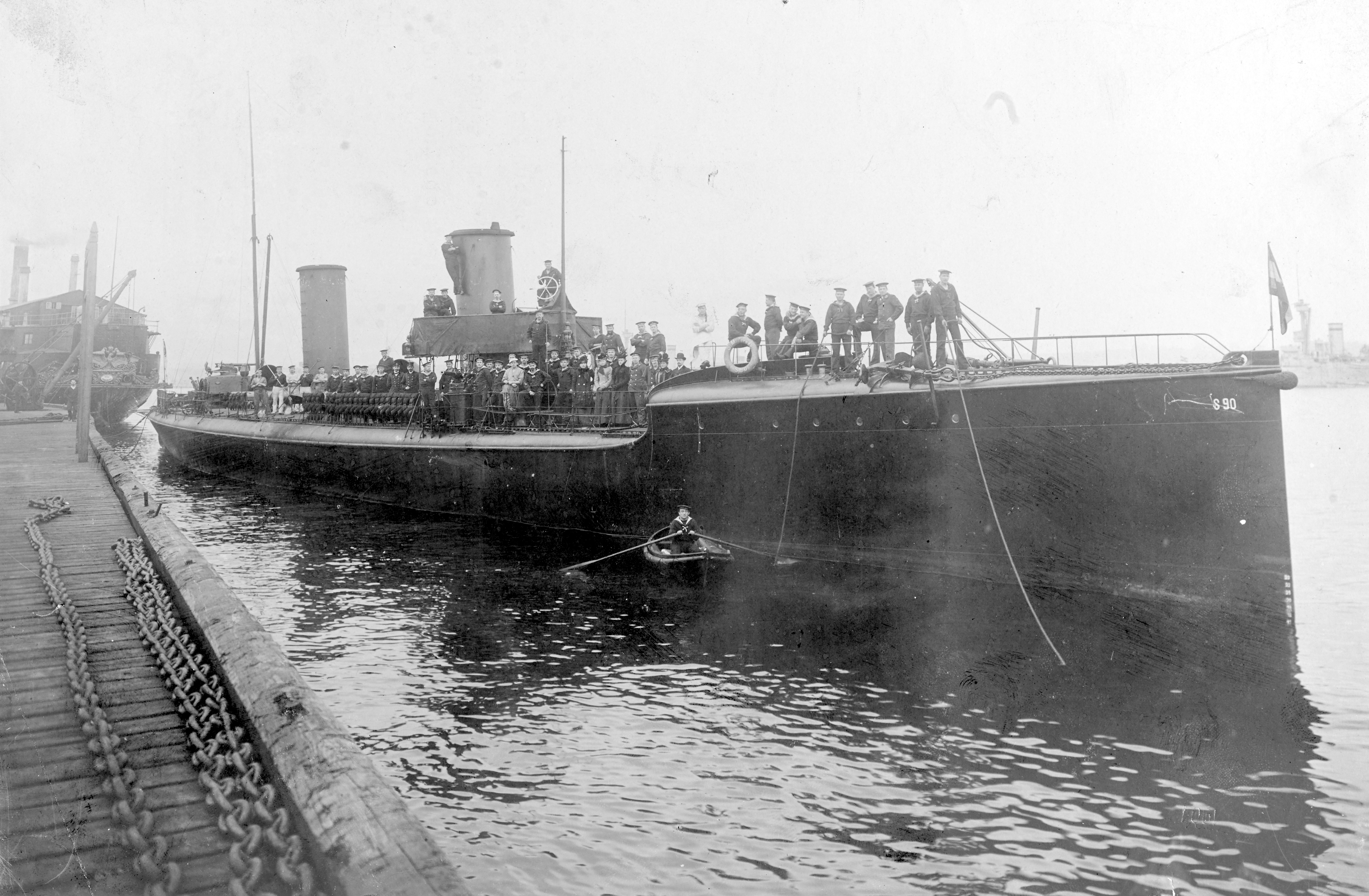
S 90 w 1901

S 90 służył od początku na wodach chińskich, bazując w niemieckiej kolonii Qingdao; do 1902 roku – wraz z S 91 i S 92. Z uwagi na służbę zagraniczną, wyjątkowo wśród niemieckich torpedowców i niszczycieli, były one malowane początkowo na biało, z żółtymi nadbudówkami i kominami. Od połowy 1912 S 90 był malowany na szaro (inne: na czarno). 
Po wybuchu I wojny światowej nadal służył w Qingdao. Podczas japońsko-brytyjskiego oblężenia Qingdao w nocy 17 października 1914 S 90 wyszedł z bazy i storpedował japoński krążownik „Takachiho”, który w następstwie tego zatonął. Nie mogąc jednak przerwać blokady morskiej, S 90 wyrzucił się na brzeg ok. 35 mil na południowy zachód od Qingdao, w rejonie pozycji 35°32′N 119°36′E/35,533333 119,600000.